# Două lozuri (film din 2016)
Două lozuri este un film românesc de comedie din 2016 scris și regizat de Paul Negoescu. Rolurile principale au fost interpretate de actorii Dragoș Bucur, Dorian Boguță și Alexandru Papadopol.

## Prezentare
Filmul prezintă povestea lui Dinel (Dorian Boguță), Vasile (Dragoș Bucur) și Pompiliu (Alexandru Papadopol) care recurg la soluția visată de toți oamenii cănd au nevoie de bani, joacă la Loto 6/49.
Cei trei protagoniști află de la televizor că au câștigat premiul cel mare la Loto 6/49. Vasile și Pompiliu au plătit banii de bilet în timp ce Dinel a ales numerele deci premiul au decis să îl împartă. În momentul în care Dinel trebuie să își scoată biletul își amintește că și l-a lăsat într-o borsetă care i-a fost furăta din scara blocului de către doi golani.
Ei decid să caute la cine au mers în bloc cei doi hoți, aflând de la niște prostituate că cei doi golani erau din Bucuresti. Pleacă la hotelul la care au fost cazați cei doi și află adresa.
Dinel își repară mașina, o Dacia 1300 și pornesc la drum. Ajung la Bucuresti unde sunt opriți de poliție deoarece au condus neregulamentar. Agentul de poliție observă că mașina are culoare diferită față de cum era trecută în talon. Cu greu cei trei protagoniști îl conving pe polițist să nu îi amendeze.
Ajunși la casa celor doi hoți, aceștia caută borseta dar nu găsesc biletul, fiind prinși de către aceștia. 
Cei trei revin acasă unde află că premiul cel mare a fost revendicat de către un polițist. Își dau seama că cel care a câștigat a fost polițistul care i-a oprit, el găsind biletul de loto împreună cu actele.
În final filmul îl înfățișează pe Dinel care afla că a câștigat a doua oară premiul cel mare dar biletul l-a lipit pe frigider, nereușind să îl dezlipească.

## Distribuție
Distribuția filmului este alcătuită din:
- Codrina Pătru — Brândușa Dorohoi
- Dorian Boguță — Dinel Petre
- Ina Dimitriu — Mihaela Dorohoi
- Mădălina Ghiorghiță — Polițista
- Alexandru Victor Nemțeanu — Hipiot 2
- Elias Ferkin — Prezentator loto
- Andi Vasluianu — Costel Dorohoi
- Mircea Banu — Polițistul
- Ana Vicoveanu — Ghicitoare 2
- Șerban Pavlu — Iubitul gelos
- Deniz Coacă — Hipiot 1
- Dragoș Bucur — Vasile Grămadă, zis Sile
- Tina Popescu — Recepționera
- Mihai Ripan — Băiatul cu BMW
- Alexandru Papadopol — Pompiliu Borș
- Elisa Călin — Prostituată 2
- Dragoș Niamțu — Hoț 2
- Ruxandra Șerban — Ghicitoare 1
- Codin Maticiuc — Hoț 1
- Irina Noapteș — Codruța, autostopista
- Lica Pană — Vecina în vârstă
- Ioana Chiriac — Prostituată 1
- Nora Cupcencu — Gina Petre
- Ion Rusu — Barmanul
- Ligia Matei — Hipioata

## Producție
Cheltuielile de producție s-au ridicat la 50.000 euro.

## Primire
Filmul a fost vizionat de 2.466.357 de spectatori în cinematografele din România, după cum atestă o situație a numărului de spectatori înregistrat de filmele românești de la data premierei și până la data de 31 decembrie 2014 alcătuită de Centrul Național al Cinematografiei.